# Mętów (gromada)
Mętów – dawna gromada, czyli najmniejsza jednostka podziału terytorialnego Polskiej Rzeczypospolitej Ludowej w latach 1954–1972.
Gromady, z gromadzkimi radami narodowymi (GRN) jako organami władzy najniższego stopnia na wsi, funkcjonowały od reformy reorganizującej administrację wiejską przeprowadzonej jesienią 1954 do momentu ich zniesienia z dniem 1 stycznia 1973, tym samym wypierając organizację gminną w latach 1954–1972.
Gromadę Mętów z siedzibą GRN w Mętowie utworzono – jako jedną z 8759 gromad na obszarze Polski – w powiecie lubelskim w woj. lubelskim na mocy uchwały nr 12 WRN w Lublinie z dnia 5 października 1954. W skład jednostki weszły obszary dotychczasowych gromad Mętów, Głuszczyzna, Żabia Wola i Ćmiłów ze zniesionej gminy Zemborzyce w tymże powiecie. Dla gromady ustalono 14 członków gromadzkiej rady narodowej.
1 stycznia 1957 do gromady Mętów włączono kolonię Prawiedniki z gromady Żabia Wola w powiecie bychawskim w tymże województwie. 
1 stycznia 1960 gromadę zniesiono, włączając jej obszar do gromady Głusk w tymże powiecie.